# Liodessus crassus
Liodessus crassus är en skalbaggsart som först beskrevs av Sharp 1882.  Liodessus crassus ingår i släktet Liodessus och familjen dykare. Inga underarter finns listade i Catalogue of Life.